# 山狐
山狐（Lycalopex culpaeus），又名寇巴俄狐或厄瓜多爾胡狼，是南美洲的野生犬科動物。牠們是南美洲大陸內體型第二大的犬科，僅次於鬃狼。牠們的外表很像赤狐。牠們的毛呈灰及紅色，下巴白色，腳紅色，背上有一斑紋。
山狐分佈在厄瓜多爾及秘魯至巴塔哥尼亞及火地群島。在安地斯山脈以西最為普遍，棲息在開放遼闊的地區及落葉林。在福克蘭群島上也見到牠們的蹤影，可以由人類所引入。已滅絕的福克蘭狼可能是其近親。
山狐主要吃齧齒目、兔、鳥類及蜥蜴，有時也會吃植物及腐屍。牠們有時會攻擊羊，故會被獵殺或毒殺。在一些地區，牠們的數量已很少，但整體卻未受威脅。
山狐曾被人類馴化成雅加犬（Fuegian dog），但牠們在1880年至1919年間滅絕。